# Steve McQueen
 For alternative betydninger, se Steve McQueen (instruktør).
Steve McQueen (født Terrence Steven McQueen; 24. marts 1930 i Indiana, USA, død 7. november 1980 i Chihuahua, Mexico) var en Oscar-nomineret amerikansk filmskuespiller. Hans "antihelt"-attitude gjorde ham til en af de mest populære og højst betalte skuespillere i 1960'erne og 1970'erne. Han medvirkede i en lang række actionfilm såsom The Great Escape (1963), The Cincinnati Kid (1965), Bullit, The Getaway (1972) og The Towering Inferno sammen med Paul Newman, (1974) og Papillon (1973). Sidstnævnte udspillede sig på Djævleøen. Privat var han en stor motorsportsentusiast og en dygtig racerkører, hvilket han viste i filmen Le Mans fra 1971.
I eftertiden har han fået kultstatus. Adskillige film, tv-shows og sange refererer til hans karisma, hans entusiasme for motorsport og hans rygte som "King of Cool".
McQueen døde i 1980 af de komplikationer, der opstod i forbindelse med hans sygdom, malignt mesoteliom – en form for lungecancer, der oftest skyldes asbesteksponering. McQueen havde været i kontakt med asbest i sin tid i marinen og i forbindelse med sin hobby, motorsport.